# Уабаки
Уабаки (на японски: 上履き) са специални японски обувки, със задължително преобладаващ бял цвят, носени вкъщи, в учебните заведения, в някои компании, сгради и обществени места, където ежедневните обувки са забранени. Те са леки, гъвкави, лесно се събуват и обуват, като поддръжката на подовете, върху които е стъпвано с тях, е сведена до минимум именно поради ограниченото им носене.
Според японската култура хората трябва да събуват обувките си, когато влизат в домове и други сгради, особено ако има килими, полирани дървени подове или татами. Това важи и за уабаките.
На входа на всяко училище в Япония има шкафчета, разпределени между учениците и предназначени за съхранение на уабаки. В кой клас е един ученик се познава по цвета на напречната на пръстите лайстна. Възможно е някои училища да са преминали от уабаки към обикновени маратонки.

## В популярната култура
Често японските анимационни герои са изобразявани да носят уабаки. В игралния филм „Бързи и яростни: Токио дрифт“ главният герой нарушава етикета, пропускайки да обуе уабаки още на първия си учебен ден.